# Rohrbach (Reichelsheim)

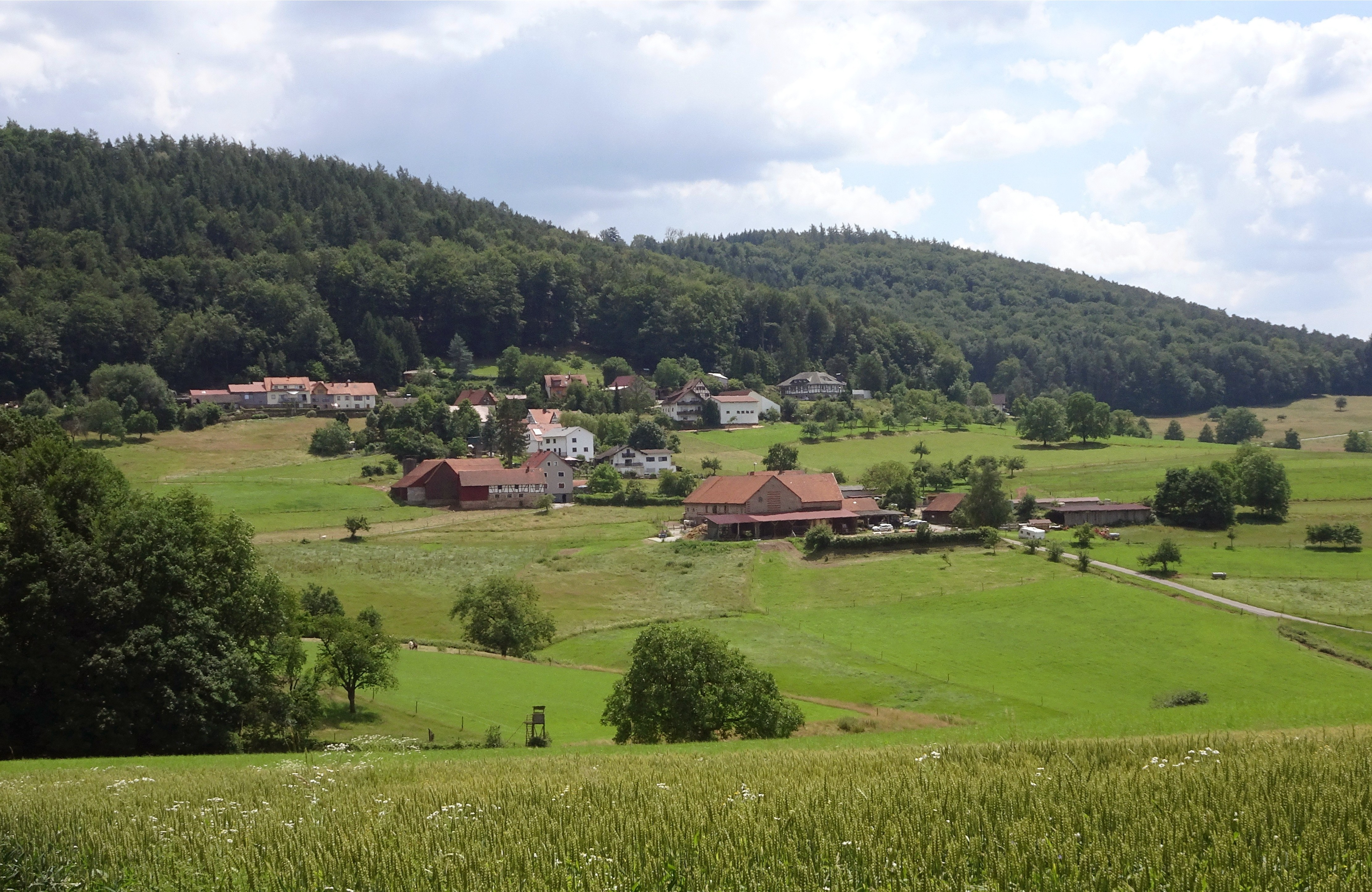
Rohrbach, Oberdorf (2021)

Rohrbach ist ein Ortsteil der Gemeinde Reichelsheim im südhessischen Odenwaldkreis. 

## Geographie
Das offene Dorf Rohrbach mit loser Häuseranordnung bei doppelseitiger Gehängelage liegt im Granitgebiet des Odenwaldes, ca. 8,5 km nordwestlich von Erbach und 4,5 Kilometer südöstlich der Kerngemeinde Reichelsheims. Der Ort liegt innerhalb des Geo-Naturpark Bergstraße-Odenwald am gleichnamigen Rohrbach. Der Ortsteil Rohrbach ist eingegrenzt durch die 491,5 Hektar umfassenden Gemarkung Rohrbach. In der Gemarkung liegt die Gehöftgruppe Stickelberg.
Der Rohrbach mündet im nordöstlich angrenzenden Unter-Ostern in den Osterbach, der dann mit dem Mergbach bei Bockenrod die Gersprenz bildet.
An den Ortsteil Rohrbach grenzen, von Norden beginnend, im Uhrzeigersinn, der Reichelsheimer Ortsteil Unter-Ostern, Ober-Mossau und Hiltersklingen der Gemeinde Mossautal und Erzbach. Durch den Ort führt die Kreisstraße 51, die die Orte Unter-Ostern und Ober-Mossau verbindet.

## Geschichte

### Ortsgeschichte
Im Mittelalter wurde im Bereich um den Ort Mangan-Eisenerz gefördert und auch im Ort verhüttet.
Die älteste erhaltene schriftliche Erwähnung des Ortes, als Rorbach, stammt von 1321. Der Ortsname wird auf den starken Bewuchs des Tales mit Rohr = Schilf zurückgeführt. In erhaltenen Urkunden späterer Zeit wurde Rohrbach unter den folgenden Namen erwähnt (in Klammern das Jahr der Erwähnung): Rorebach (1324), Rorbach (1443) und Rorbach (1456).
Rohrbach gehörte zum Amt Reichenberg der Grafschaft Erbach, die 1806 zum Großherzogtum Hessen kam. Ab 1822 gehörte Rohrbach zum Landratsbezirk Erbach, ab 1852 zum Kreis Lindenfels, ab 1874 zum Kreis Erbach (ab 1939: „Landkreis Erbach“), der – mit leichten Grenzberichtigungen – seit 1972 Odenwaldkreis heißt.
Hessische Gebietsreform (1970–1977)
Zum 31. Dezember 1971 wurde die bis dahin selbständige Gemeinde Rohrbach im Zuge der Gebietsreform in Hessen auf freiwilliger Basis in die Gemeinde Reichelsheim i. Odw. eingegliedert. Für Rohrbach, sowie für die meisten im Zuge der Gebietsreform nach Reichelsheim eingegliederten Gemeinden, wurde eine Ortsbezirk gebildet.

### Gerichte ab 1822
Nach Auflösung des Amtes Erbach 1822 nahm die erstinstanzliche Rechtsprechung für Rohrbach das Landgericht Michelstadt wahr, ab 1853 das Landgericht Fürth, ab 1879 das Amtsgericht Fürth und ab 1904 das Amtsgericht Reichelsheim. Nachdem dieses 1968 aufgelöst wurde, ist das Amtsgericht Michelstadt zuständig.

### Verwaltungsgeschichte im Überblick
Die folgende Liste zeigt die Staaten und Verwaltungseinheiten, denen Rohrbach angehört(e):
- vor 1718: Heiliges Römisches Reich, Grafschaft Erbach, Amt Reichenberg
- ab 1718: Heiliges Römisches Reich, Grafschaft Erbach-Erbach, Anteil an der Grafschaft Erbach, Amt Reichenberg
- ab 1806: Großherzogtum Hessen (Souveränitätslande),[Anm. 2] Fürstentum Starkenburg, Amt Reichenberg (Standesherrschaft Erbach)
- ab 1815: Großherzogtum Hessen[Anm. 3] (Souveränitätslande), Provinz Starkenburg, Amt Reichenberg
- ab 1822: Großherzogtum Hessen, Provinz Starkenburg, Landratsbezirk Erbach[Anm. 4]
- ab 1848: Großherzogtum Hessen, Regierungsbezirk Erbach
- ab 1852: Großherzogtum Hessen, Provinz Starkenburg, Kreis Lindenfels
- ab 1871: Deutsches Reich,[Anm. 5] Großherzogtum Hessen, Provinz Starkenburg, Kreis Erbach
- ab 1874: Deutsches Reich, Großherzogtum Hessen, Provinz Starkenburg, Kreis Erbach
- ab 1918: Deutsches Reich, Volksstaat Hessen,[Anm. 6] Provinz Starkenburg, Kreis Erbach
- ab 1938: Deutsches Reich, Volksstaat Hessen, Landkreis Erbach[10][Anm. 7]
- ab 1945: Deutsches Reich, Amerikanische Besatzungszone,[Anm. 8] Groß-Hessen, Regierungsbezirk Darmstadt, Landkreis Erbach
- ab 1946: Deutsches Reich, Amerikanische Besatzungszone, Land Hessen, Regierungsbezirk Darmstadt, Landkreis Erbach
- ab 1949: Bundesrepublik Deutschland, Land Hessen, Regierungsbezirk Darmstadt, Landkreis Erbach
- ab 1972: Bundesrepublik Deutschland, Hessen, Odenwaldkreis, Gemeinde Reichelsheim[Anm. 9]

## Bevölkerung

### Einwohnerstruktur 2011
Nach den Erhebungen des Zensus 2011 lebten am Stichtag dem 9. Mai 2011 in Rohrbach 156 Einwohner. Darunter waren keine Ausländer. Nach dem Lebensalter waren 27 Einwohner unter 18 Jahren, 66 zwischen 18 und 49, 24 zwischen 50 und 64 und 39 Einwohner waren älter. Die Einwohner lebten in 60 Haushalten. Davon waren 12 Singlehaushalte, 18 Paare ohne Kinder und 21 Paare mit Kindern, sowie 6 Alleinerziehende und 3 Wohngemeinschaften. In 18 Haushalten lebten ausschließlich Senioren und in 33 Haushaltungen lebten keine Senioren.

### Einwohnerentwicklung
- 1961: 172 evangelische (= 90,05 %), 19 katholische (= 9,95 %) Einwohner[3]

| Rohrbach: Einwohnerzahlen von 1829 bis 2011 | Rohrbach: Einwohnerzahlen von 1829 bis 2011 | Rohrbach: Einwohnerzahlen von 1829 bis 2011 | Rohrbach: Einwohnerzahlen von 1829 bis 2011 | Rohrbach: Einwohnerzahlen von 1829 bis 2011 |
| --- | ------------------------------------------- | ------------------------------------------- | ------------------------------------------- | ------------------------------------------- |
| Jahr |                                             |                                             |                                             | Einwohner                                   |
| 1829 | 1829                                        |                                             | 190                                         | 190                                         |
| 1834 | 1834                                        |                                             | 199                                         | 199                                         |
| 1840 | 1840                                        |                                             | 238                                         | 238                                         |
| 1846 | 1846                                        |                                             | 253                                         | 253                                         |
| 1852 | 1852                                        |                                             | 292                                         | 292                                         |
| 1858 | 1858                                        |                                             | 265                                         | 265                                         |
| 1864 | 1864                                        |                                             | 269                                         | 269                                         |
| 1871 | 1871                                        |                                             | 289                                         | 289                                         |
| 1875 | 1875                                        |                                             | 284                                         | 284                                         |
| 1885 | 1885                                        |                                             | 298                                         | 298                                         |
| 1895 | 1895                                        |                                             | 314                                         | 314                                         |
| 1905 | 1905                                        |                                             | 246                                         | 246                                         |
| 1910 | 1910                                        |                                             | 246                                         | 246                                         |
| 1925 | 1925                                        |                                             | 208                                         | 208                                         |
| 1939 | 1939                                        |                                             | 180                                         | 180                                         |
| 1946 | 1946                                        |                                             | 244                                         | 244                                         |
| 1950 | 1950                                        |                                             | 228                                         | 228                                         |
| 1956 | 1956                                        |                                             | 183                                         | 183                                         |
| 1961 | 1961                                        |                                             | 191                                         | 191                                         |
| 1967 | 1967                                        |                                             | 178                                         | 178                                         |
| 1970 | 1970                                        |                                             | 176                                         | 176                                         |
| 1980 | 1980                                        |                                             | ?                                           | ?                                           |
| 1990 | 1990                                        |                                             | ?                                           | ?                                           |
| 2000 | 2000                                        |                                             | ?                                           | ?                                           |
| 2011 | 2011                                        |                                             | 156                                         | 156                                         |
| Datenquelle: Historisches Gemeindeverzeichnis für Hessen: Die Bevölkerung der Gemeinden 1834 bis 1967. Wiesbaden: Hessisches Statistisches Landesamt, 1968. Weitere Quellen: LAGIS; Zensus 2011 |                                             |                                             |                                             |                                             |

## Politik
Ortsbeirat
Für Rohrbach besteht ein Ortsbezirk (Gebiete der ehemaligen Gemeinde Rohrbach) mit Ortsbeirat und Ortsvorsteher, nach Maßgabe der §§ 81 und 82 HGO und des Kommunalwahlgesetzes in der jeweils gültigen Fassung gebildet. Der Ortsbeirat besteht aus fünf Mitgliedern. Bei den Kommunalwahlen in Hessen 2021 betrug die Wahlbeteiligung zum Ortsbeirat Rohrbach 73,95 %. Dabei wurden gewählt: zwei Mitglieder der SPD und drei Mitglieder der Gemeinschaftsliste „CDU und Reichenbacher Wählergemeinschaft“ (CDU-RWG). Der Ortsbeirat wählte Timo Keil (CDU-RWG) zum Ortsvorsteher.

## Kultur und Sehenswürdigkeiten

### Kulturdenkmäler
Siehe Liste der Kulturdenkmäler in Rohrbach

### Grube Georg und Themenweg Bergbaulandschaft

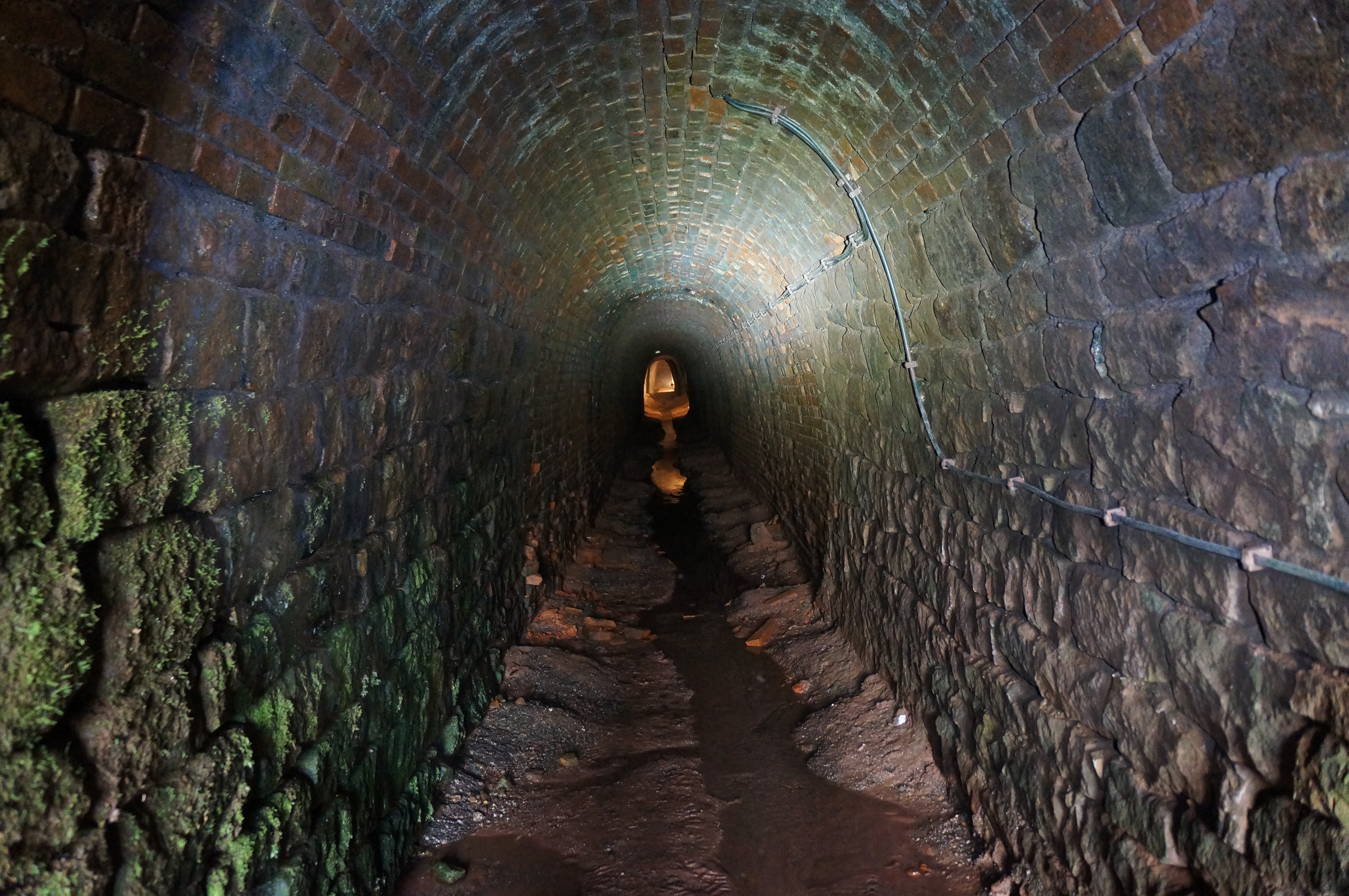
Alter Stollen „Grube Georg“ (2014)

Wegen seiner reichhaltigen Erzvorkommen war Rohrbach früher überregional bekannt. Im Mittelalter wurden hier Eisenerze abgebaut, ab dem 19. Jahrhundert vor allem Manganerze zur Stahlveredelung. Rund um Rohrbach verläuft der Themenweg „Bergbaulandschaft Reichelsheim“, der vom Geo-Naturpark Bergstraße-Odenwald angelegt wurde. Der alte Stollen der „Grube Georg“ bei Rohrbach ist von außen zu besichtigen. Auch Reste der „Grube Adolph“ und „Grube Juno“ sind noch zu erkennen.